# Cyrtopogon ornatus
Cyrtopogon ornatus là một loài ruồi trong họ Asilidae. Cyrtopogon ornatus được Oldroyd miêu tả năm 1964. Loài này phân bố ở miền Ấn Độ - Mã Lai.